# Most přes zátoku Chang-čou
Most přes zátoku Chang-čou přemosťuje mořskou zátoku Chang-čou na východě Číny, jižně od Šanghaje. Zkracuje cestu mezi Šanghají a důležitým přístavem Ning-po asi o 120 kilometrů; do té doby nejkratší silniční trasa zátoku objížděla oklikou.
S délkou 35 673 metrů mu patří pozice nejdelšího mostu světa vedoucího přes moře. Zároveň, pokud neuvažujeme nízké nadzemní mosty, jde o druhý nejdelší most vůbec (po mostu přes jezero Pontchartrain, který se nachází v americké Louisianě).

## Stavba mostu

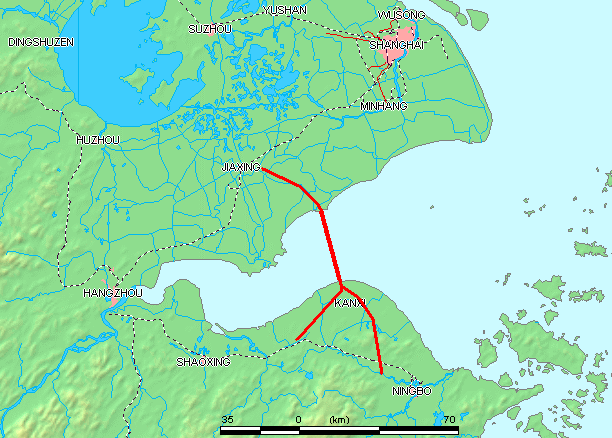
Přemostění zátoky Chang-čou na mapě

Přípravy na stavbu probíhaly od roku 1994. Asi 600 expertů muselo přihlédnout k řadě specifických problémů v zálivu Chang-čou. Zátoka patří mezi místa s největším přílivem na světě, vyskytují se zde silné větry a vysoké vlny, voda v moři má silný proud kvůli prudkému přítoku vody z řeky Čchien-tchang. Velký problém představovalo mořské podloží, na mořském dně dochází i k erupcím plynu. Most navíc musí odolat působení vysokého množství agresivních solí v mořské vodě i případnému zemětřesení (měl by snést otřesy o síle 7 stupňů Richterovy stupnice).
Vlastní stavba začala v roce 2003 a slavnostní otevření mostu (za značného zájmu čínských médií) proběhlo 26. června 2007. Od května 2008 je otevřen pro běžný provoz.

## Konstrukce
Jde o nejdelší most světa s visutou konstrukcí; pokud však délku visutého mostu posuzujeme podle délky hlavního pole, zdaleka se neřadí mezi rekordmany, protože maximální vzdálenost mezi jeho pylony je 448 metrů.
Vozovka je asi 62 metrů nad hladinou moře. Most je lehce zatočen do tvaru písmene S. V každém směru jsou 3 jízdní pruhy, široké 3,75 m.
Most je konstruován pro rychlost do 100 km/h (na příjezdech se smí jet 120 km/h) a měl by vydržet minimálně příštích 100 let. Za použití mostu se platí poplatek zhruba 12 USD (v přepočtu).

## Plánované servisní centrum
Do budoucnosti se plánuje vybudování servisního centra na umělém ostrově o velikosti kolem 10 000 metrů čtverečních. Bude stát na pilířích zhruba uprostřed mostu a poskytne návštěvníkům celou řadu služeb (stravování, ubytování, servis, vyhlídková věž atd.).